# Бігунечні
Бігунечні (Cursoriinae) — підродина сивкоподібних птахів родини дерихвостових (Glareolidae). Містить 9 видів у двох родах.

## Поширення
Поширені у посушливих та напівпосушливих регіонах Старого Світу. Сім з дев'яти видів мешкають в Африці (один з них також в Західній Азії), два інші трапляються на Індійському субконтиненті. 

## Опис
Невеликі птахи (19-29 см завдовжки) з довгими ногами, короткими крилами і довгими загостреними дзьобами, ледь загнутими донизу. У забарвленні переважають сірий, бежевий та білий кольори. Через очі проходить чорна смуга. Лапи трипалі, заднього пальця немає. 

## Спосіб життя
Ведуть наземний спосіб життя. Живляться комахами. Гніздо облаштовує на землі. У гнізді 1-3 яйця.

## Види
- Рід Бігунець (Cursorius)
  - Бігунець індійський (Cursorius coromandelicus)
  - Бігунець пустельний (Cursorius cursor)
  - Бігунець рудий (Cursorius rufus)
  - Бігунець сомалійський (Cursorius somalensis)
  - Бігунець малий (Cursorius temminckii)
- Рід Короткодзьобий бігунець (Rhinoptilus)
  - Бігунець смугастоволий (Rhinoptilus africanus)
  - Бігунець білобровий (Rhinoptilus bitorquatus)
  - Бігунець червононогий (Rhinoptilus chalcopterus)
  - Бігунець плямистоволий (Rhinoptilus cinctus)